# 데이비드 아이크

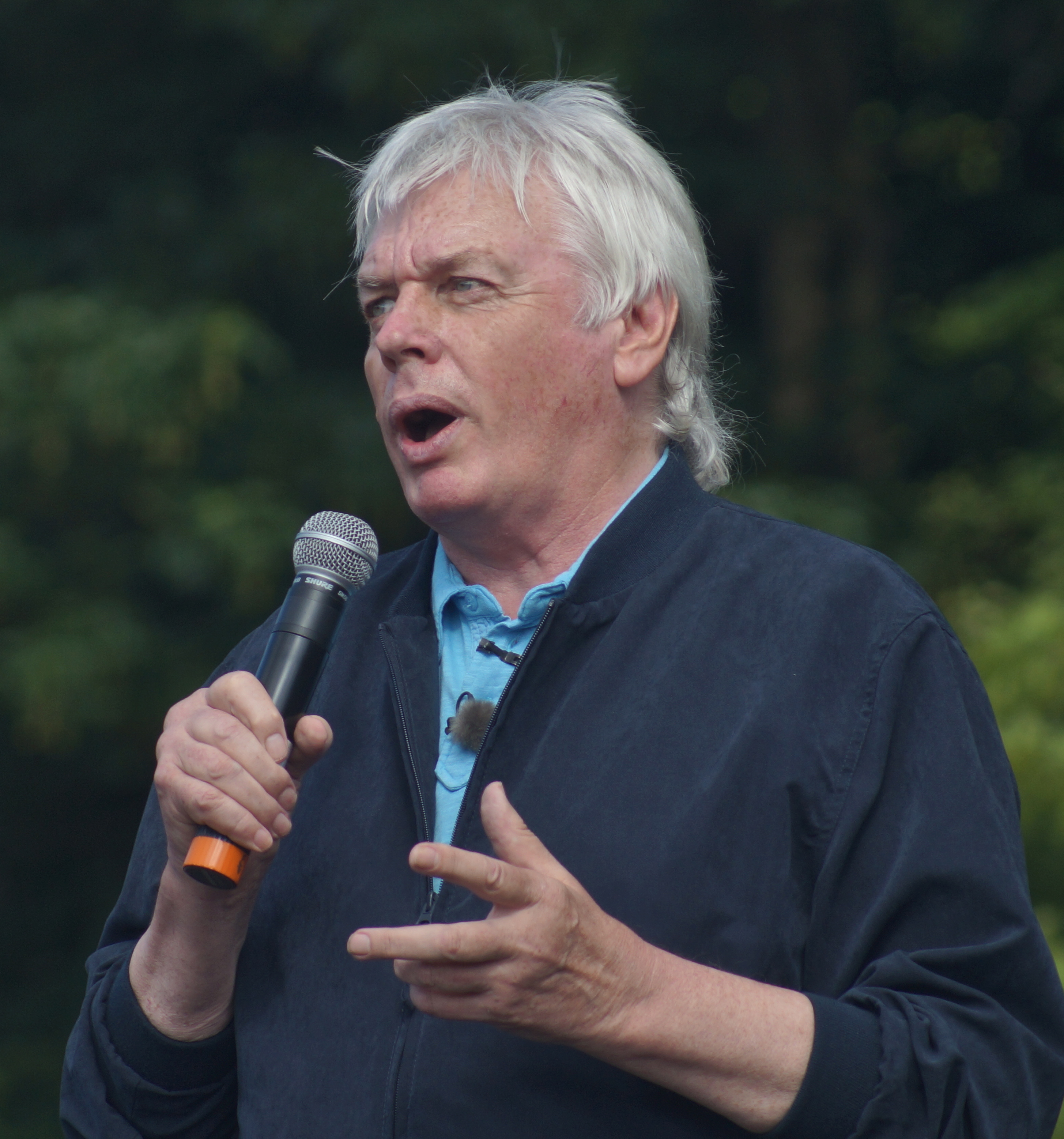
2013년 모습

데이비드 아이크(David Icke, 본명: David Vaughan Icke, /vɔːn aæk/ vawn iyk, 1952년 4월 29일 ~ )는 영국의 음모 이론가이자 전직 축구 선수이자 스포츠 방송 진행자이다. 1990년대 중반부터 20권이 넘는 책을 집필했으며, 1990년대 중반부터 자체 출판했으며, 25개국 이상에서 연설했다.
1990년에 아이크는 어떤 목적을 위해 지구에 왔으며 영의 세계로부터 메시지를 받을 것이라고 말한 심령술사를 방문했다. 이로 인해 그는 1991년에 자신이 "신회의 아들"이며 세상이 곧 해일과 지진으로 황폐화될 것이라고 주장하게 되었다. 그는 BBC 쇼 워건(Wogan)에서 이것을 반복했다. 그의 외모는 대중의 조롱을 불러일으켰다. 아이크가 쓴 책들은 다음 11년에 걸쳐 뉴에이지 음모에 대한 그의 세계관을 발전시켰다. The Robots' Rebellion(1994)과 And the Truth Shall Set You Free(1995)에서 반유대주의적 조작물인 The 시온 장로 의정서를 지지한 것에 대한 반응으로 인해 그의 출판사는 더 이상의 책을 거부하게 되었고, 그 뒤로 자신이 직접 자가 출판을 하기에 이르렀다.
아이크는 우주가 "진동" 에너지와 동일한 공간을 공유하는 무한한 차원으로 구성되어 있다고 주장한다. 그는 지구를 강탈한 파충류 존재인 집정관 또는 아눈나키의 차원간 종족이 있다고 주장한다. 더욱이, 유전적으로 변형된 인간-아콘 파충류 변신 종족(바빌로니아 형제단, 일루미나티 또는 "엘리트")은 인간을 두려움에 빠뜨리기 위해 사건을 조작하여 아콘이 결과적인 "부정적인 에너지"를 공급할 수 있도록 한다. 그는 많은 공인들이 바빌로니아 형제단에 속해 있으며 인류를 세계적인 파시스트 국가나 언론의 자유가 종말을 맞는 탈진실 시대인 신세계질서 (음모론)(New World Order)로 나아가도록 추진하고 있다고 주장한다. 그는 그러한 "아르콘틱"(Archontic) 영향력을 물리치는 유일한 방법은 사람들이 진실을 깨닫고 그들의 마음을 사랑으로 채우는 것이라고 본다.

## 같이 보기
- 영지주의